# غرب يوركشير
غرب يوركشير هي مقاطعة حضرية في شمال إنجلترا. تأسست غرب يوركشير في عام 1974 طبقاً لقانون الحكم المحلي لعام 1972. وهي تتألف من خمس مناطق.
- مدينة ليدز
- مدينة ويكفيلد
- كيركليز
- أليرديل
- كالدرديل
- مدينة برادفورد

## المناخ
يظهر الجدول التالي التغييرات المناخية على مدار السنة لغرب يوركشير:
| البيانات المناخية لـغرب يوركشير   | البيانات المناخية لـغرب يوركشير | البيانات المناخية لـغرب يوركشير | البيانات المناخية لـغرب يوركشير | البيانات المناخية لـغرب يوركشير | البيانات المناخية لـغرب يوركشير | البيانات المناخية لـغرب يوركشير | البيانات المناخية لـغرب يوركشير | البيانات المناخية لـغرب يوركشير | البيانات المناخية لـغرب يوركشير | البيانات المناخية لـغرب يوركشير | البيانات المناخية لـغرب يوركشير | البيانات المناخية لـغرب يوركشير | البيانات المناخية لـغرب يوركشير |
| الشهر                             | يناير                           | فبراير                          | مارس                            | أبريل                           | مايو                            | يونيو                           | يوليو                           | أغسطس                           | سبتمبر                          | أكتوبر                          | نوفمبر                          | ديسمبر                          | المعدل السنوي                   |
| --------------------------------- | ------------------------------- | ------------------------------- | ------------------------------- | ------------------------------- | ------------------------------- | ------------------------------- | ------------------------------- | ------------------------------- | ------------------------------- | ------------------------------- | ------------------------------- | ------------------------------- | ------------------------------- |
| متوسط درجة الحرارة الكبرى °م (°ف) | 5 (41)                          | 5 (41)                          | 8 (46)                          | 11 (52)                         | 15 (59)                         | 18 (64)                         | 19 (66)                         | 19 (66)                         | 17 (63)                         | 13 (55)                         | 8 (46)                          | 6 (43)                          | 12 (54)                         |
| متوسط درجة الحرارة الصغرى °م (°ف) | 0 (32)                          | 0 (32)                          | 1 (34)                          | 3 (37)                          | 5 (41)                          | 8 (46)                          | 10 (50)                         | 10 (50)                         | 8 (46)                          | 6 (43)                          | 2 (36)                          | 1 (34)                          | 5 (40)                          |
| معدل هطول الأمطار مم (إنش)        | 61 (2.4)                        | 45 (1.8)                        | 52 (2.0)                        | 48 (1.9)                        | 54 (2.1)                        | 54 (2.1)                        | 51 (2.0)                        | 65 (2.6)                        | 57 (2.2)                        | 55 (2.2)                        | 57 (2.2)                        | 61 (2.4)                        | 660 (25.9)                      |
| المصدر #1: www.worldtravels.com   |                                 |                                 |                                 |                                 |                                 |                                 |                                 |                                 |                                 |                                 |                                 |                                 |                                 |
| المصدر #2: www.wunderground.com   |                                 |                                 |                                 |                                 |                                 |                                 |                                 |                                 |                                 |                                 |                                 |                                 |                                 |

## أعلام
- سامي كارتر
- أنابيل بيتشر
- صموئيل جيمس كيتسون
- كيلي فيشر
- شارلوت برونتي
- إيميلي برونتي
- جانيت همينغواي